# Fix Price
Fix Price («Фикс Прайс») — сеть розничных магазинов, основанная в 2007 году Сергеем Ломакиным и Артёмом Хачатряном.
Изначально Fix Price развивался как российская сеть магазинов фиксированной цены, в дальнейшем компания вышла на другие рынки и перешла на модель ценовых сегментов. На 2024 год сеть в России реализует товары в восьми сегментах — от 55 до 349 рублей.
На 2020 год компания управляла магазинами в более чем 1000 городах в России, а также магазинами в Грузии, Казахстане, Армении, Латвии, Беларуси, Узбекистане, Кыргызстане, ОАЭ и Монголии. По данным на начало 2024 года сеть включала в себя 6545 магазинов в РФ и странах ближнего зарубежья.
В ноябре 2023 года офис головной компании сети Fix Price Group был перенесён из Республики Кипр в Казахстан, операционной компанией в России является ООО «Бэст Прайс».

## История

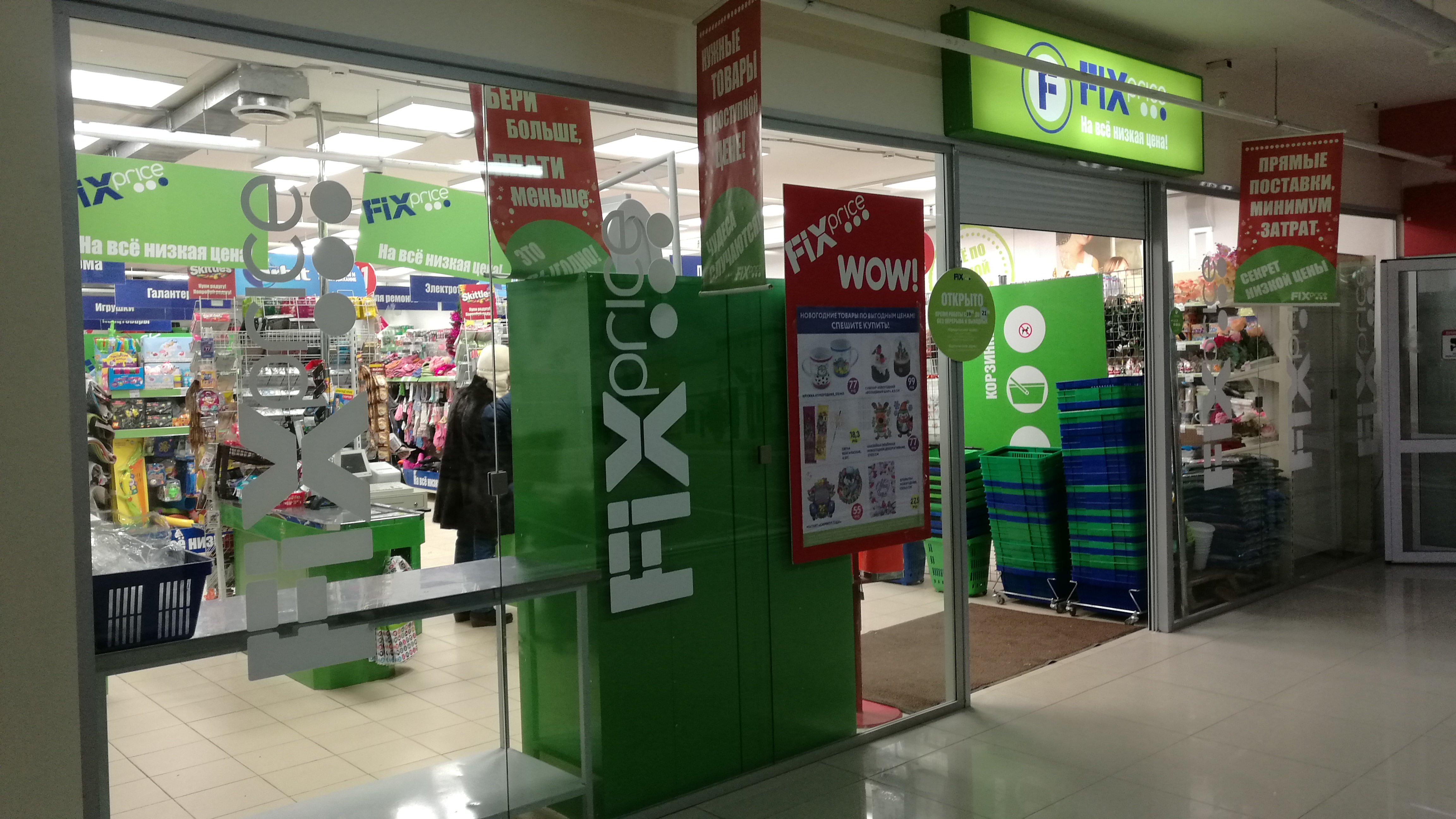
Магазин Fix Price в Тюмени, 2019 год

Компания «Бэст Прайс» была основана в 2007 году Сергеем Ломакиным и Артёмом Хачатряном после продажи созданной ими торговой сети «Копейка» с целью создать на российском рынке розничной торговли новый формат — «магазин фиксированной цены». Торговая стратегия, бренд и дизайн сети магазинов Fix Price были разработаны британской консалтинговой компанией Сampbell Rigg.
Первый магазин сети Fix Price был открыт в декабре 2007 года. В 2007 году генеральным директором сети магазинов был назначен Дмитрий Кирсанов, бывший директор по продажам торговой сети «Копейка». В течение 2008 года были открыты первые 60 магазинов Fix Price.
В 2014 году сеть насчитывала 1543 магазина. По состоянию на сентябрь 2015 года в сеть входило уже 1930 магазинов. В 2016 году в сеть Fix Price входило 2097 магазинов, из которых около 400 работали по франчайзингу. Управляющая компания «Бэст Прайс» владеет 25 % в каждой компании-франчайзи, с большей частью которых заключался договор о последующем выкупе магазина через три года.
В 2016 году ассортимент товаров сети составлял около 1750 наименований, в том же году СМИ сообщали о выходе из акционеров Fix Price её основателей. Выдвигались предположения о том что место крупнейших акционеров займут фонд прямых инвестиций (предположительно одна из структур «ВТБ Капитала»), группа инвесторов из Прибалтики (предположительно партнёры Ломакина по Quadro Capital Partners) и топ-менеджеры сети, в том числе гендиректор Дмитрий Кирсанов. Фактически в результате реструктуризации основатели компании сохранили контроль над Fix Price через Luncor Overseas Хачатряна и LF Group DMCC Ломакина, которым принадлежало по 41,7 % акций сети Fix Price. В 2016 году были открыты первые магазины сети в Грузии и Казахстане.
C 2016 года Fix Price реализует товары по различным фиксированным ценовым категориям (на 2024 год ценовые категории в России — от 55 до 399 рублей).
По состоянию на февраль 2018 года сеть насчитывала 2510 магазинов в России а также несколько магазинов в Латвии, Беларуси, Казахстане, Узбекистане и Грузии, работающих по франшизе. В марте 2019 года в Москве был открыт 3000-й магазин. На конец 2019 года в сеть Fix Price входило 3 306 магазинов. В 2019 году сеть Fix Price заключила соглашение о размещении магазинов в помещениях Почты России. В России в 2019 году, по данным консалтинговой компании Oliver Wyman, доля компании в сегменте товаров по фиксированным низким ценам (variety value retail) составляла 93 %.

В 2020 году сеть увеличилась на 655 магазинов, общее количество персонала компании составило 32 тысячи человек.

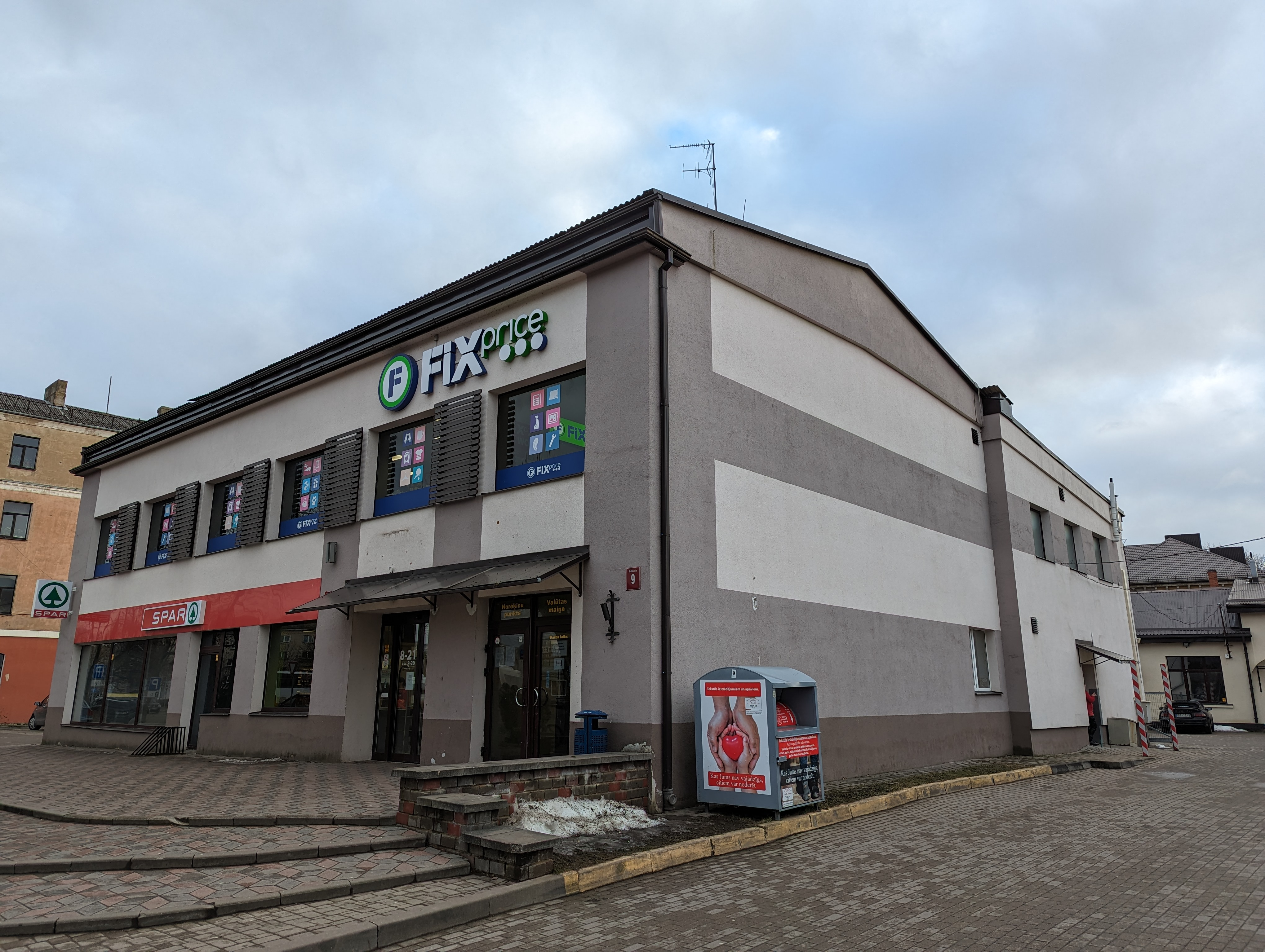
Магазин Fix Price в Елгаве, 2024 год

В марте 2021 года компания провела IPO глобальных депозитарных расписок на Лондонской фондовой бирже, также вторичным листингом расписки стали доступны на Московской фондовой бирже. По результатам проведения IPO компания привлекла $1,8 млрд долларов, капитализация Fix Price составила 8,3 млрд долларов. В июле 2021 года сеть перешагнула отметку в 4600 открытых розничных точек. В сентябре 2021 года Samonico Holdings, входящие в инвестиционную компанию Marathon Group Александра Винокурова, выставили на ускоренную продажу свою долю 2,98 % (25,36 млн GDR) в Fix Price на 9 % ниже стоимости акции на момент закрытия торгов на Лондонской фондовой бирже.
В сентябре 2022 года в сеть входило 5462 магазина, в том числе 4855 собственных и 607 франчайзинговых. В январе 2022 года Fix Price объявил о планах провести обратный выкуп на общую сумму до 4 млрд руб. В 2023 году компания открыла два первых магазина в Монголии. На конец 2022 года сеть включала в себя 5663 магазина и 10 собственных распределительных центров.
По состоянию на 2022 год, Fix Price является ведущим игроком на рынке низких фиксированных цен с долей рынка около 90%.
На 31 декабря 2023 года Fix Price работала в 81 регионе России и в восьми других странах, под управлением компании находилось 13 распределительных центров и 6 414 магазинов в России и странах ближнего зарубежья. По итогам девяти месяцев 2023 года под управлением Fix Price — 6162 магазин (рост к прошлому году — 12,8 %).
В декабре 2023 года сооснователь Fix Price Артём Хачатрян продал свою долю в 35,2 % в компании за $1 млрд. Почти все акции — 34,2 % — выкупил другой сооснователь Fix Price Сергей Ломакин. Ещё 1 % приобрёл гендиректор сети магазинов Дмитрий Кирсанов. Хачатрян продал Кирсанову 8,5 млн акций по цене $2,94 за бумагу и 290,5 млн акций по цене $3,41 — Ломакину. В сумме он получил $1,015 млрд за свою долю. Выход бизнесмена из числа основных акционеров и совета директоров компании связывают с семейными обстоятельствами.

## Руководство
В Июле 2024 года управляющим директором Fix Price Group назначен Дмитрий Кирсанов, занимавший должность гендиректора операционной дочерней компании Fix Price в России ООО «Бэст Прайс» с 2007 года. Генеральным директором операционной компании в России ООО «Бэст Прайс» назначен Владимир Погонин, ранее занимавший в этой компании должность директора департамента недвижимости.

## Финансовые показатели
В 2014 году выручка сети превысила 41,8 млрд рублей.
В 2015 году выручка сети превысила 53 млрд рублей. В рейтинге RAEX-600 «Крупнейшие компании России по объёму реализации продукции» компания заняла 230 место.
В 2019 году в рейтинге «200 крупнейших частных компании России 2019» журнала Forbes, сеть магазинов Fix Price заняла 95 место, объём выручки компании по оценке Forbes составил 142,9 млрд руб. В 2019 году в рейтинге RAEX-600 «Крупнейшие компании России по объёму реализации продукции» компания заняла 136 место, по данным газеты «Коммерсант», стоимость сети Fix Price оценивалась в 40 млрд рублей.
В 2020 году выручка сети составила 190,1 млрд рублей. В 2021 году выручка сети составила 230,5 млрд рублей.
В 2022 году по МСФО выручка Fix Price составила 277,6 млрд рублей, EBITDA — 54,2 млрд рублей, чистая прибыль — 21,4 млрд рублей. Чистая прибыль в первом полугодии 2023 года выросла до 19,6 млрд рублей, на 286 % выше аналогичного периода в прошлом году, выручка также выросла на 3 % в годовом выражении до 135,7 млрд рублей.
По итогам 2023 года выручка компании по МСФО увеличилась на 5,1% и составила 291,865 млрд рублей, EBITDA компании снизилась на 2,1% и составила 53,065 млрд рублей, после корректировки EBITDA осталась на уровне 2022 года и составила 54,212 млрд рублей. Рентабельность по EBITDA снизилась до 18,2% (в 2022 году рентабельность составляла 19,5%).
В 2024 году выручка увеличилась до 314,938 млрд руб. (на 7,9%), а чистая прибыль уменьшилась до 22,2 млрд руб. (на 37,8%). EBITDA незначительно снизилась и составила 53,052 млрд руб., рентабельность по EBITDA снизилась ещё на 1,4% и составила 16,8%.
В 2024 году Fix Price вошла в топ-3 розничных сетей по индексу доверия и заметности по исследованию Ромир.

## Достижения и награды
В 2014 году компания заняла четвёртое место в рейтинге РБК «30 самых быстрорастущих российских компаний».
В 2015 и 2016 году сеть вошла в рейтинг РБК «50 самых быстрорастущих компаний». 
В 2016 году компания стала лауреатом премии «Private Label Awards» в номинации детские товары.
В 2017 году сеть Fix Price вошла в тройку крупнейших в России импортёров игрушек.
В 2018 году Fix Price стала победителем премии «Private Label Awards» в двух номинациях: «Лучшая собственная торговая марка в эконом сегменте» и «Лучшая собственная торговая марка в эконом сегменте «Товары для детей».
В 2019 году, по итогам исследования компании KPMG (Klynveld Peat Marwick Goerdeler), компания Fix Price вошла в ТОП-100 российских брендов с лучшим клиентским сервисом в категории «Непродовольственная розница». 
В 2019 году Fix Price стала победителем премии «Private Label Awards» в номинации «Лучшая собственная торговая марка в эконом сегменте».
В 2019 году компания заняла третье место в рейтинге лучших компаний для работы и карьеры по версии портала rabota.ru.
В 2021 году сеть Fix Price вошла в топ-10 рейтинга крупнейших торговых сетей с FMCG ассортиментом (7-е место в рейтинге сетей, торгующих товарами повседневного спроса, по итогам девяти месяцев 2021 года).
В 2021 году два продукта Fix Price получили золотые медали конкурса «Гарантия качества 2021».
В 2021 году компания заняла 51 место в рейтинге «200 крупнейших частных компаний России — 2021» журнала Forbes.
В 2024 году франшиза Fix Price была признана самой выгодной по версии Forbes. Также компания заняла третье место в рейтинге самых прибыльных компаний продуктовой розницы от Forbes.